# Polysteganus undulosus
Polysteganus undulosus és un peix teleosti de la família dels espàrids i de l'ordre dels perciformes.

## Morfologia
Pot arribar als 120 cm de llargària total i 16 kg de pes.

## Distribució geogràfica
Es troba des de les costes del sud de Moçambic fins a Durban (Sud-àfrica).